# Aaron Moorhead
Aaron Scott Moorhead (17 de diciembre de 1987) es un director de cine y guionista estadounidense.

## Biografía
Moorhead creció en Tarpon Springs y asistió a la Palm Harbor University High School, la Escuela Secundaria de la Universidad de Palm Harbor. Más tarde, estudió en la Universidad Estatal de Florida.
En asociación con el escritor y productor Justin Benson ideó dos películas, muy bien recibidas por la crítica: Resolution, película de terror de 2012, y la película de terror romántico Spring, de 2014, que se estrenó en el Festival Internacional de Cine de Toronto 2014. En ambos proyectos, Moorhead figura como codirector, productor y director de fotografía.
Su colaboración con Justin Benson también se puede encontrar en el cortometraje "Bonestorm", una película de terror antológica titulada V/H/S: Viral.
Su película más reciente se llama El infinito (The Endless), que se estrenó en competición en el Festival de Cine de Tribeca en 2017, y fue adquirida para su distribución en 2018 por Well Go USA Entertainment.

## Filmografía
- Resolution (2012)
- V/H/S:_Viral (segmento "Bonestorm", 2014)
- Spring (2014)
- El infinito (2017)
- Synchronic (2019)

Television
| Year | Title             | Episode(s)                                    |
| ---- | ----------------- | --------------------------------------------- |
| 2020 | The Twilight Zone | "8"                                           |
| 2022 | Archive 81        | "Terror in the Aisles" and "Spirit Receivers" |
| 2022 | Moon Knight       | "Summon the Suit" and "The Tomb"              |
| 2023 | Loki              | "Ouroboros"                                   |